# ヨアン・トゥズガル
ヨアン・トゥザール（フランス語: Yoann Touzghar、1986年11月28日 - ）は、チュニジアとモロッコ、フランスの元サッカー選手。元チュニジア代表。現役時代のポジションはFW。

## クラブ歴
地域リーグ所属のRCグラッスで選手となり、2010年にフランス全国選手権のアミアンSCに移籍。2012年にリーグ・ドゥのRCランスに期限付き移籍し、翌年完全移籍した。
2015-16シーズンはクラブ・アフリカーンに移籍した。
2016年7月5日にAJオセールに延長オプション付きの2年契約で移籍、この時はスタッド・ランスやガゼレク・アジャクシオも獲得に興味を示していたという。その後、FCソショー＝モンベリアルを経てESTACに移籍した。
2022年8月24日、ACアジャクシオに2年契約で移籍。

## 代表歴
2015年6月2日に行われたアフリカネイションズカップ2017予選・グループAのジブチ代表戦で代表初出場初得点を記録した。